# ألد ديفيز (منافس ألعاب قوى)
ألد ديفيز (بالإنجليزية: Aled Davies) هو منافس ألعاب قوى بريطاني، ولد في 24 مايو 1991 في بريدجند ‏ في المملكة المتحدة.

## روابط خارجية
- ألد ديفيز على موقع الاتحاد الدولي لألعاب القوى (الإنجليزية)
- ألد ديفيز على موقع الاتحاد البريطاني لألعاب القوى (الإنجليزية)
- ألد ديفيز على موقع ThePowerOf10.info (الإنجليزية)
- ألد ديفيز على موقع Paralympic.org (الإنجليزية)
- ألد ديفيز على موقع IPC.InfostradaSports.com (مؤرشف) (الإنجليزية)
- ألد ديفيز على موقع اللجنة البارالمبية البريطانية (الإنجليزية)
- ألد ديفيز على موقع اتحاد ألعاب الكومنولث (مؤرشف) (الإنجليزية)